# Cartuxa de Nossa Senhora das Fontes

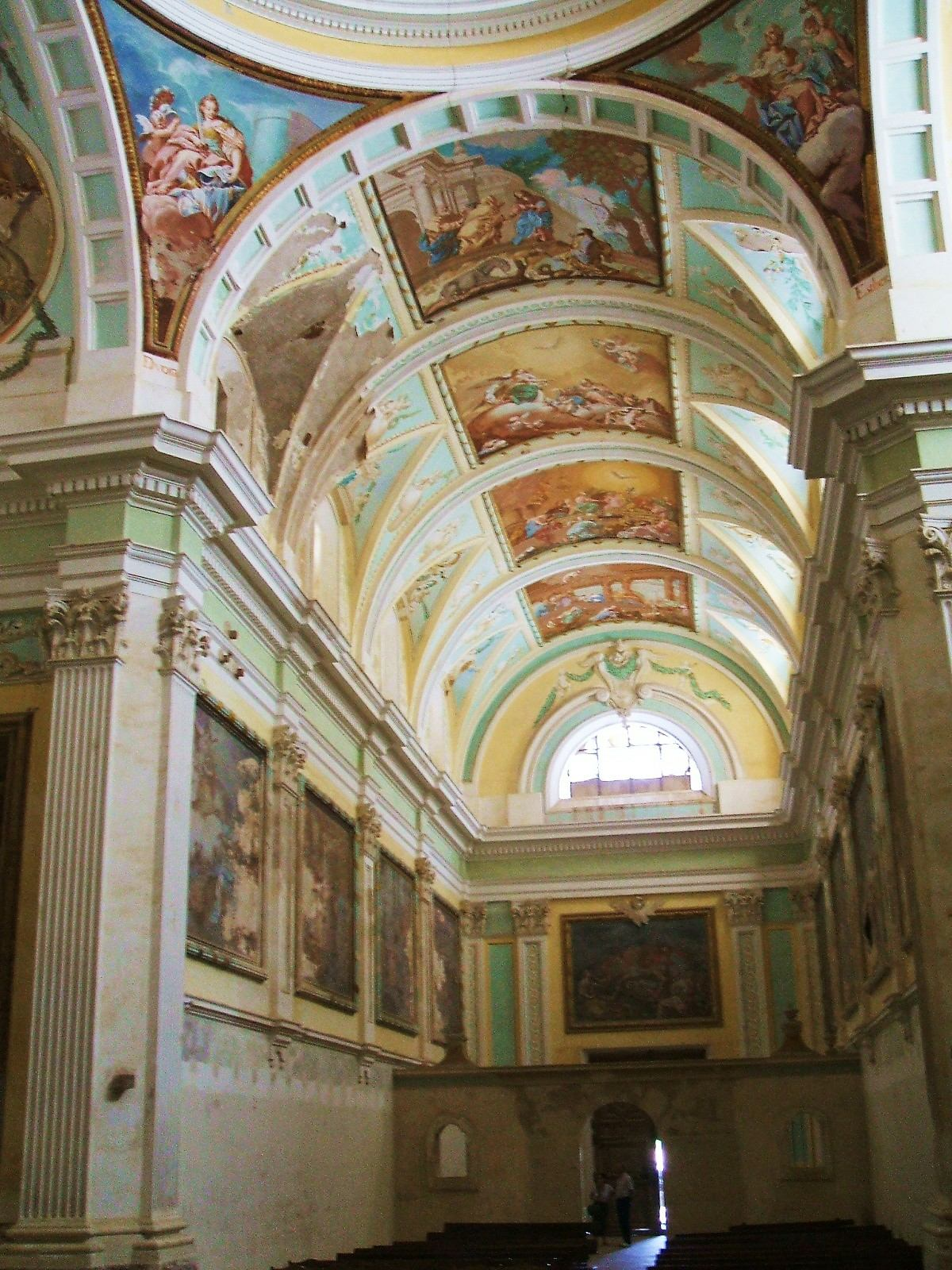
Vista da nave da igreja desde a cabeceira

A Cartuxa de Nossa Senhora das Fontes, também conhecida como Cartuxa de Monegros, é um antigo mosteiro da Ordem Cartuxa situado no município de Sariñena, na comarca de Monegros, província de Huesca, Aragão, Espanha.
Trata-se de um edifício construído no século XVIII em estilo barroco, e a sua característica mais destacada são pinturas religiosas, obra de Manuel Bayeu. É a primeira das três cartuxas construídas em Aragã0, juntamento com a Cartuxa de Aula Dei e a Cartuxa da Imaculada Concepção ou Cartuxa Baixa. O monumento é Conjunto Histórico-Artístico desde 2002. É propriedade da Diputación Provincial de Huesca (DPH) e está em processo de restauração desde 2015.